# Kapuskasing Lake
Kapuskasing Lake är en sjö i Kanada.   Den ligger i distriktet Algoma och provinsen Ontario, i den sydöstra delen av landet, 600 km nordväst om huvudstaden Ottawa. Kapuskasing Lake ligger 309 meter över havet. Arean är 20,2 kvadratkilometer. Den sträcker sig 12,3 kilometer i nord-sydlig riktning, och 5,9 kilometer i öst-västlig riktning.
I omgivningarna runt Kapuskasing Lake växer i huvudsak blandskog. Trakten runt Kapuskasing Lake är nära nog obefolkad, med mindre än två invånare per kvadratkilometer.